# Liiva (Saaremaa)
Liiva is een plaats in de Estlandse gemeente Saaremaa, provincie Saaremaa. De plaats heeft de status van dorp (Estisch: küla) en telt 32 inwoners (2021).
De plaats behoorde tot in oktober 2017 tot de gemeente Orissaare. In die maand werd Orissaare bij de fusiegemeente Saaremaa gevoegd, die het hele eiland Saaremaa omvatte. Op het eiland lagen nog vier andere dorpen met de naam Liiva. Die werden bij de fusie herdoopt in respectievelijk Kaali-Liiva, Kihelkonna-Liiva, Laugu-Liiva en Liivaranna.